# 벼룩나물
벼룩나물은 석죽과에 속하는 두해살이풀이다. 동아시아의 온대를 중심으로 분포한다. 개미바늘이라고도 한다.

## 특징
높이는 15~25 센티미터이며 줄기는 적자색을 띠고 지표를 기며 잘 분지하고 끝은 비스듬하다. 잎은 긴타원형이고 길이 약 1센티미터이며 가장자리는 물결처럼 되어 있다. 꽃은 봄과 여름 사이에 핀다. 꽃잎은 흰색이고 깊게 2개로 갈라져 있으며 길이 약 5 밀리미터이다. 개화기는 4~5월이며 결실기는 6~7월로 어린 식물은 식용할 수 있다.

## 사진

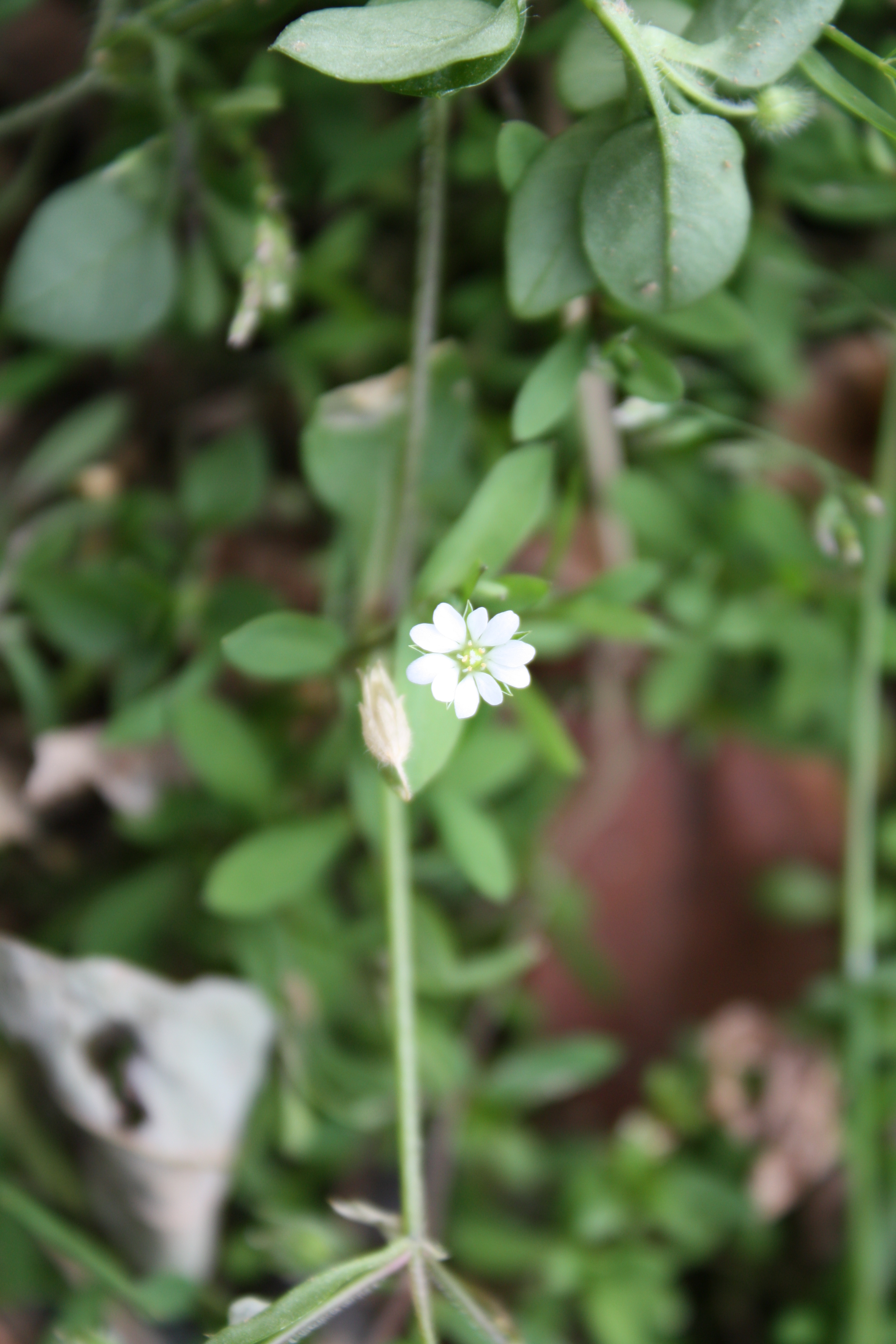
꽃
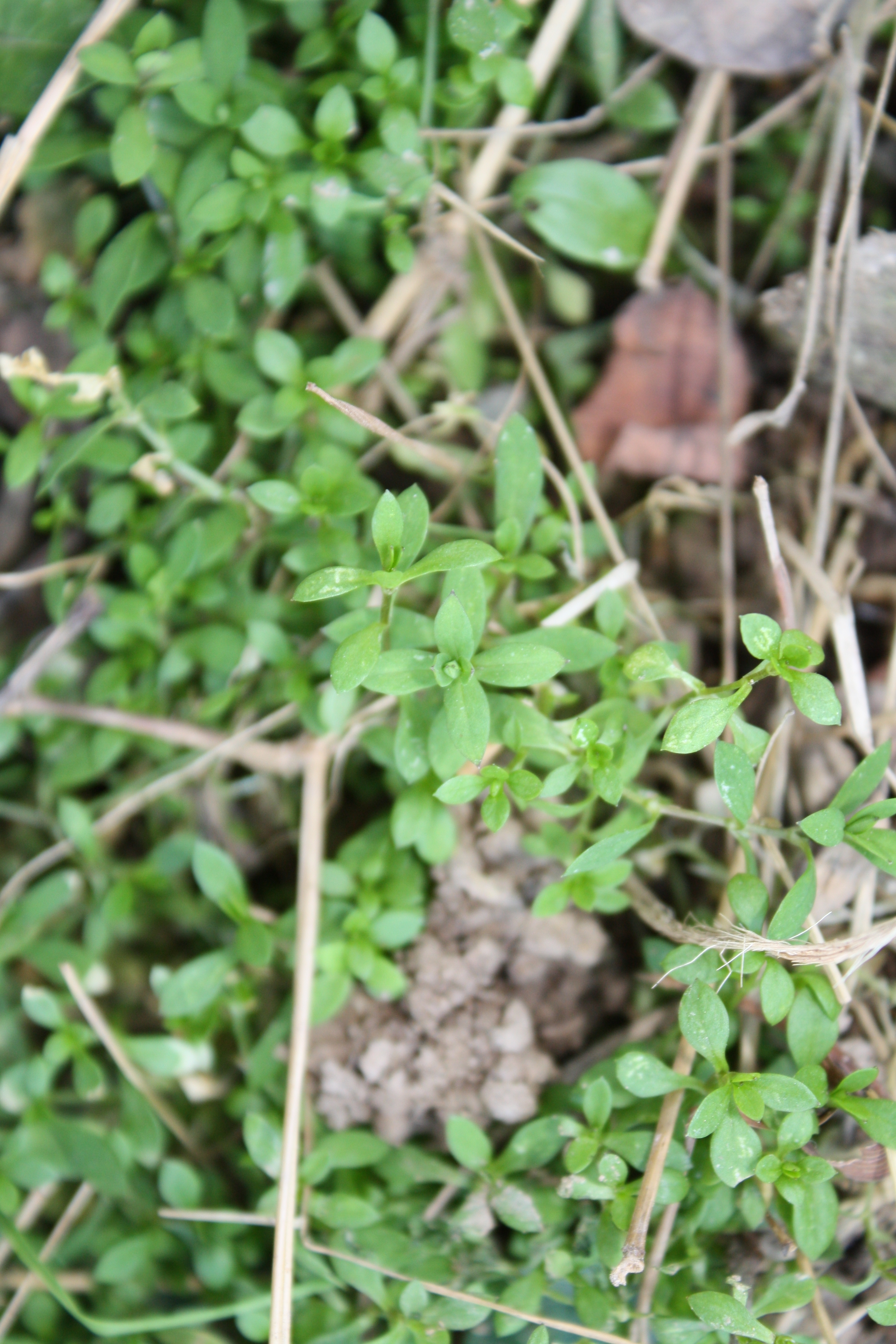
잎

## 참고 문헌
- 이 문서에는 다음커뮤니케이션(현 카카오)에서 GFDL 또는 CC-SA 라이선스로 배포한 글로벌 세계대백과사전의 내용을 기초로 작성된 글이 포함되어 있습니다.